# Франк фон Кірскорф
Франк фон Керскорф, Франк Керскорф (нім. Franke Kerskorff, Franke von Kerskorff, лат. Franco a Kersdorff, д/н — 1 вересня 1435) — 34-й магістр Лівонського ордену в 1434—1435 роках.

## Життєпис
Походив з герцогства Клеве. Його родичі також належали до графства Цюфтен. Дата народження невідома. Його брат Вальтер був великим комтуром Тевтонського ордену. 1424 року стає комтуром замку Леаль. 1428 року призначено фогтом замку Каркус. 1432 року отримує посаду ландмаршала Лівонського ордену.
1433 року після смерті магістра Ціссе фон дем Рутенберга став претендентом на цю посаду, очоливши партію «рейнців». Зрештою 1434 року переміг конкурента Генріха фон Бьокефьорде. Доволі швидко затверджений великим магістром Тевтонського ордену.
Активно втрутився у громадянську війну в Великому князівстві Литовському на боці Свидригайла Ольгердовича. Разом з останнім сплюндрував значні області Литви. Влітку 1434 року відновив похід до Литви, де з'єднався зі Свидригайлом, проте через негоди союзники розійшлися. Восени того ж року атакував Жмудію, втім лівонські лицарі зазнали важких поразок.
Влітку 1435 року знову з'єднався зі Свидригайлом, рушивши територією Великого князівства Литовського. У вирішальній битві під Вількомиром 1 вересня 1435 року фон Кірскоф і Свідригайло зазнали нищівної поразки в битві під Вількомиром. У ній загинув магістр Лівонського ордену. Новим його очільником став Генріх фон Бьокефьорде.